# ناحیه مویناق
شهرستان مویناق (به ازبکی: Moʻynoq tumani، مۉیناق تومنی)(به قره‌قالپاقی: Moynaq rayonı، مویناق رایونىُ) یک ناحیه در ازبکستان است که در قره‌قالپاقستان واقع شده‌است. ناحیه مویناق ۴۱ متر بالاتر از سطح دریا واقع شده‌است.
سابقا بخش بزرگی از این شهرستان را دریاچه آرال تشکیل داده. اما با خشک شدنِ دریاچهٔ آرال، مناطق بسیاری از این شهرستان، به نمک‌زار و بیابان تبدیل شده‌اند. به همین دلیل، رونق اقتصادی و پویایی اجتماعی این شهرستان بسیار کاهش یافته. از نظر جمعیتی، جمعیت این شهرستان تقریبا در حدود ۳۰ هزار نفر ثابت مانده، در حالی که سایر مناطقه قره‌قالپاق رشد جمعیتی زیادی را تجربه کرده‌اند.